# Rijksbeschermd gezicht Hilversum - Noordwestelijk Villagebied
Gezicht Hilversum - Noordwestelijk Villagebied is een van rijkswege beschermd dorpsgezicht in Hilversum in de Nederlandse provincie Noord-Holland. De procedure voor aanwijzing werd gestart op 28 februari 2002. Het gebied werd op 21 februari 2007 definitief aangewezen. Het beschermd gezicht beslaat een oppervlakte van 331 hectare.
Tot het gebied behoort onder meer het Boombergpark.
Panden die binnen een beschermd gezicht vallen krijgen niet automatisch de status van beschermd monument. Wel zal de gemeente het bestemmingsplan aanpassen om nieuwe ontwikkelingen in het gebied te reguleren. De gezichtsbescherming richt zich op de stedenbouwkundige en cultuurhistorische waardering van een gebied en wil het toekomstig functioneren daarvan veiligstellen.